# Основное (Железногорский район)
Основное — хутор в Железногорском районе Курской области России. Входит в состав Линецкого сельсовета. 
Население — 3 человека (2014 год).

## География
Расположен в 35 км к юго-востоку от Железногорска по обоим берегам Радубежского ручья, притока Усожи. В хуторе есть небольшой пруд, расположенный на этом ручье. Самый южный населённый пункт Железногорского района. По восточной окраине хутора проходит граница между Железногорским и Фатежским районами. Высота над уровнем моря — 187 м. К северу от Основного расположено урочище Радубежская Роща. Ближайшие населённые пункты — хутора Сотникова и Пролетаровка.

## Этимология
Получил название Основное, так как был центральной частью села Радубеж. На территории хутора располагались основные учреждения села: управление Радубежского сельсовета, центр колхоза, Радубежская школа, а ещё раньше — храм Николая Чудотворца.

## История
До середины XX века Основное, как и соседние населённые пункты, было частью большого села Радубеж, известного с XVII века. В 1954 году село было разделено на несколько деревень и хуторов, Основное получило статус отдельного хутора.
В середине 1950-х годов в Основном находился центр колхоза «Сталинский путь». В 1956 году колхозы «Сталинский Путь» и «Путь Ильича» (центр в д. Журавинка) были объединены в одну артель — «Путь Ильича» с центральной усадьбой в хуторе Основное. Председателем укрупнённого хозяйства был назначен Иван Фёдорович Андрюхин. В июле 1959 года «Путь Ильича» был присоединён к линецкому колхозу «Россия». До 1990-х годов это хозяйство было самым крупным в Фатежском районе, затем пришло в упадок и в 2010 году было ликвидировано. 
В 2008 году в хуторе оставалось 6 дворов, в 2014 году — 3 двора.

## Административно-территориальная принадлежность
- До 1954 года — в составе Радубежского сельсовета Фатежского района, часть села Радубеж
- 1954—1959 годы — в составе Нижнехалчанского сельсовета Фатежского района
- 1959—1991 годы — в составе Линецкого сельсовета Фатежского района
- С 1991 года — в составе Линецкого сельсовета Железногорского района

## Население
| 1979 | 2002 | 2010 | 2014 |
| ---- | ---- | ---- | ---- |
| 65   | ↘12  | ↘4   | ↘3   |

## Образование
До 2009 года на территории хутора действовала Радубежская основная общеобразовательная школа. Последнее здание школы было построено в 1961 году. В то время здесь училось более 130 учеников. В послевоенное время школа носила имя своего ученика — Героя Советского Союза Ильи Прохоровича Андрюхина, уроженца соседней деревни Подымовки. В ноябре 1974 года Илья Прохорович приезжал на Малую Родину и встречался с учениками школы. Он поведал, как учился в школе, о войне. Героя приняли в почётные пионеры. В разное время школа называлась то восьмилетней, то основной. Полное среднее образование её выпускники получали чаще всего в Линецкой средней школе. Последним директором школы была Людмила Ивановна Крюкова. В настоящее время территория бывшей школы используются как пасека.